# Anzbach
Anzbach är ett vattendrag i Österrike.   Det ligger i förbundslandet Niederösterreich, i den östra delen av landet, 30 kilometer väster om huvudstaden Wien.
I omgivningarna runt Anzbach växer i huvudsak blandskog. Runt Anzbach är det ganska tätbefolkat, med 83 invånare per kvadratkilometer.